# An Elephant's Gratitude
An Elephant's Gratitude è un cortometraggio muto del 1916 diretto da Tom Santschi. Prodotto dalla Selig e sceneggiato da Carrie Hagerman, il film aveva come interpreti Harry Lonsdale, Edith Johnson, Leo Pierson, Dan Noonan.

## Trama
Nella piantagione ai bordi della giungla dove vivono John Blythe e sua figlia Ellen si trovano molti animali addomesticati. Il preferito di Ellen è un elefante che però viene maltrattato da Kasu, il caposquadra indigeno dei lavoranti. Quando, per questa ragione, Kasu viene licenziato, l'uomo giura vendetta. Mentre Huntley Jackson, il nuovo caposquadra, e Blythe stanno ispezionando la piantagione, Ellen viene attirata in una capanna disabitata dove viene legata e imbavagliata. Il suo elefante, sentendone la mancanza, va a cercarla: quando la trova, forza la porta della capanna e, sollevandola, porta Ellen a casa dove l'affida alla custodia di suo padre.

## Produzione
Il film fu prodotto dalla Selig Polyscope Company.

## Distribuzione
Distribuito dalla General Film Company, il film - un cortometraggio in una bobina - uscì nelle sale cinematografiche statunitensi il 6 maggio 1916.